# Huisraad

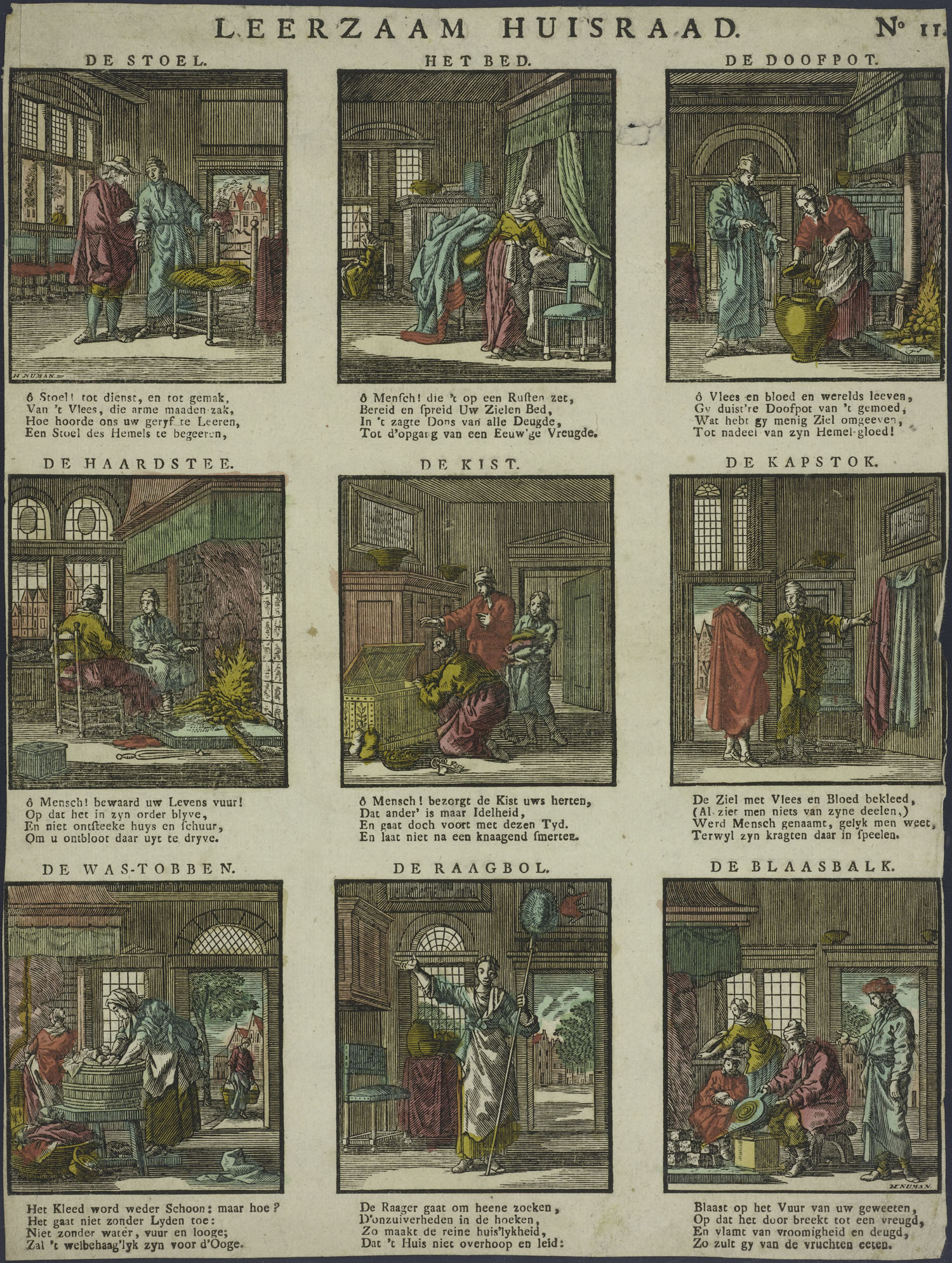
Huisraad op een centsprent (ca. 1770): de stoel, het bed, de doofpot, de haardstee, de kist, de kapstok, de wastobbe, de ragebol, de blaasbalg.

Huisraad is de inboedel van in het bijzonder een woning.
Huisraad bestaat uit alle niet-eetbare roerende voorwerpen in het huishouden, die bestemd zijn voor gebruik door de personen in dat huishouden. Hieronder vallen kookgerei (potten, pannen), elektrische apparaten, meubilair en dergelijke. In de meeste westerse landen zijn er meerdere winkelketens die gespecialiseerd zijn in de verkoop van huisraad.
Huisraad omvat onder andere:
- Consumentenelektronica
- Meubilair
- Huishoudelijke apparatuur
- gebruiksvoorwerpen.